# Arheogenetika
Arheogenetika je studija drevne DNK koristeći razne molekulsko genetičke metode i DNK resurse. Ova forma genetičke analize se može primeniti na ljudske, životinjske i biljne uzorke. Drevna DNK se može ekstrahovati iz raznih fosilizovanih uzoraka uključujući kosti, ljuske jaja, i veštački prezervirana tkiva u ljudskim i životinjskim uzorcima. Iz biljki, drevna DNK se može ekstrahovati iz semena, tkiva, i u nekim slučajevima, izmeta. Arheogenetika pruža genetičku evidenciju o migraciji drevnih populacionih grupa, domestikacionim događajima, i evoluciji biljki i životinja. Upoređivanje drevne DNK sa DNK relativno modernih genetičkih populacija omogućava istraživačima da vrše populacione studije koje pružaju kompletniju analizu kad je drevna DNK oštećena.
Arheogenetika je dobila svoje ime od grčke reči arkhaios, sa značenjem „drevan”, i termina genetika sa značenjem „studija nasledstva”. Termin arheogenetika je skovao arheolog Kolin Renfru. Ovo područje obuhvata postupke kao što su:
- Analiza izolovanih tragova DNK iz arheološki ostataka, odnosno drevne DNK;
- Analiza DNK iz modernih populacija (uključujući ljude i odomaćene biljne i životinjske vrste) u cilju proučavanja nekadašnjeg genetičkog materijala čoveka, u interakciji sa biosferomm, i
- Primena statističkih metoda u molekuarnoj genetici na arheološke podatke.

## Istorija
Arheogenetika ima korene u studijama ljudskih krvnih grupa i realizaciji istraživanja na temelju klasičnih genetičkih markera koji pružaju informacije o odnosima između izvornih jezika i etničkog grupiranja. Rani radovi na ovom polju uključuju doprinose koje su ostvarili Ludvik Hiršfeld, Vilijam Bojd i Artur Mourant. Od 1960-ih pa nadalje, Luka Kavali-Sforca koristi klasične genetičke markere da ispita praistoriju stanovnika Europe, što je kulminiralo u objavljivanjem knjige „Istorija i geografija ljudskih gena” (-{The History and Geography of Human Genes), 1994. godine.
Od tada je analizirana genetička istorija svih glavnih domaćih biljaka i životinja: pšenica, riža, kukuruz), goveda, koze, svinje, konji). Modeli za određivanje starosti i biogeografskog lociranja njihovog pripitomljavanja i naknadnog uzgoja zasnovani su uglavnom na analizi varijacija mitohondrijske DNK, iako se danas upotrebljavaju i drugi markeri za dopunjavanja genetičkog narativa (na primer u Y hromozomu za opisivanje istorije srodničkih veza po muškoj liniji).
Isti izraz takođe je koristio i Antonio Amorim (1999.) i definisao kao: dobijanje i tumačenja [genetičkih] dokaza ljudske istorije. Sličan koncept (čak u ambicioznijem obliku, kao što je indukovana rekreacija, izvođenjem zaključaka o izumrlim stanjima) razvili su, još pre DNK doba, Lajnus Poling i Emil Zukerkandl (1963). Arheogenetika može da baci svetlo na poreklo i geografsko širenje praistorijskih jezika, kao i da pomogne arheolozima u odgovaranju na pitanja vezana za uticaj rasta populacija, na arheološke zapise.
U nedavnoj studiji, rezultati ispitivanja mtDNK modernih populacija Južne i Istočne Azije i okeanije pronađeni su dokazi o velikoj ekspanziji rasta populacija pre pojave mikrolitnih tehnologija. Molekularni sat je korišten za merenje skokova u rastu populacija pre 38-28 hiljada godina. Širenje mikrolitne tehnologije sledilo je ubrzo nakon perioda od pre 35-30 hiljada godina do holocena. Iako studije kao što je ova ne mogu da ponude jednostavno objašnjenje uticaja mikrolitne tehnologije, one otvaraju arheologiji prozor u prošlost, koja je inače nedostupna.

## Metodi

### Prezervacija fosilne DNK
Otkrivanje fosila započinje sa izborom mesta iskopavanja. Potencijalna mesta eskavacije se obično identifikuju koristeći mineralogiju lokacije i vizualnu detekciju kostiju u datoj oblasti. Međutim, postoji mnoštvo načina da se otkriju eskavacione zone koristeći tehnologije kao što poljska portabilna rendgenska fluorescencija i gusta stereo rekonstrukcija. Pri tome se koriste alati kao što su noževi, četke, i šiljate mistrije, koji pomažu pri vađenju fosila iz zemljišta.
Da bi se izbegla kontaminacija drevne DNK, uzorcima se rukuje sa rukavicama i oni se skladište na -20 ° neposredno nakon vađenja iz zemlje. Osiguravanjem da se uzorak fosila analizira u laboratoriji koja se ne korišti za druge analize DNK može se sprečiti dalja kontaminacija. Kosti se usitnjavaju do praha i tretiraju sa rastvorom pre primena procesa reakcija lančane polimerizacije (PCR). Uzorci za DNK pojačavanje ne moraju nužno da budu fosilne kosti. Prezervirana koža, pomoću soli ili osušena na vazduhu, isto tako se može u pojedinim situacijama koristiti.
Očuvanje DNK je teško ostvarivo jer se koštanom fosilizacijom ona degradira i hemijski modifikuje, obično posredstvom bakterija i gljivica u zemljištu. Najbolje vreme za izdvajanje DNK iz fosila je kada je sveže izvađen iz zemlje, jer sadrži šest puta više DNK u odnosu na uskladištene kosti. Temperatura mesta ekstrakcije takođe utiče na količinu DNK koja se može dobiti, što se očituje smanjenjem stope uspešnosti amplifikacije DNK ako se fosil nalazi u toplijim regionima. Drastična promena fosilnog okruženja takođe utiče na očuvanje DNK. Budući da iskopavanje izaziva naglu promenu okruženja fosila, to može da dovede fiziohemijske promene DNK molekula. Štaviše, na DNK prezervaciju isto tako utiče nih drugih faktora kao što je tretman iskopanog fosila (e.g. pranje, četkanje i sušenje na suncu), , ozračivanje, hemijska kompozicija kostiju i zemljišta, i hidrologija. Postoje tri prezervacione dijagenetske faze. Prva faza je bakterijsko truljenje, za koje se procenjuje da uzrokuje 15-struku degradaciju DNK. Faza 2 obuhvata hemijsku degradaciju kostiju, uglavnom putem depurinacije. Treća dijagenetička faza se javlja nakon eskavacije i skladištenja fosila, pri čemu dolazi do ubrzane degradacije koštane DNK.

### Metodi ekstrakcije DNK
Kada se uzorci sakupe sa arheološkog nalazišta, DNK se može ekstrahovati koristeći niz procesa. Jedna od najčešćih metoda koristi silicijum dioksid i prednosti polimeraznih lančanih reakcija za prikupljanje drevne DNK iz uzoraka kostiju.
Postoji nekoliko izazova koji doprinose teškoćama prilikom pokušaja da se iz fosila ekstrahuje drevna DNK i pripremi za analizu. DNK se neprestano kida. Dok je organizam živ, ova kidanja se popravljaju; međutim, kada jednom organizam umre, DNK počinje da propada bez popravke. Ovo dovodi do toga da uzorci imaju lance DNK dužine od oko 100 baznih parova. Kontaminacija je još jedan značajan izazov u više koraka tokom procesa. Često je u originalnom uzorku prisutna druga DNK, kao što je bakterijska DNK. Da bi se izbegla kontaminacija, neophodno je preduzeti mnoge mere predostrožnosti, kao što su odvojeni ventilacioni sistemi i radni prostori za radove ekstrakcije drevne DNK. Najbolji uzorci za analizu su sveži fosili, jer nesmotreno pranje može da dovede do rasta plesni. DNK koja potiče iz fosila isto tako povremeno sadrži jedinjenja koja inhibiraju DNK replikaciju. Postizanje konsenzusa o tome koje metode su najbolje za ublažavanje izazova takođe je teško ostvarivo usled nedostatka ponovljivosti, što je uzrokovano jedinstvenošću uzoraka.

## Literatura
- Amorim, Antonio (1999). „Archaeogenetics”. Journal of Iberian Archaeology. 1: 15—25.
- Cann, Rebecca L.; Stoneking, Mark; Wilson, Allan C. (1. 1. 1987). „Mitochondrial DNA and Human Evolution”. Nature. 325 (6099): 31—36. Bibcode:1987Natur.325.31C Проверите вредност параметра |bibcode= length (помоћ). PMID 3025745. doi:10.1038/325031a0.
- Cavalli-Sforza, Luigi Luca; Menozzi, Paolo; Piazza, Alberto (1994). The History and Geography of Human Genes. Princeton: Princeton University Press. ISBN 978-0-69-108750-4.
- Forster, Peter; Renfrew, Colin, ур. (2006). Phylogenetic Methods and the Prehistory of Languages. Cambridge, UK: McDonald Institute for Archaeological Research. ISBN 978-1-902937-33-5.
- Gray, Russel D.; Atkinson, Quentin D. (2003). „Language-tree Divergence Times Support the Anatolian Theory of Indo-European Origin”. Nature. 426 (6965): 435—39. Bibcode:2003Natur.426..435G. PMID 14647380. doi:10.1038/nature02029.
- Indian Genome Variation Consortium (2008). „Genetic Landscape of the People of India: A Canvas for Disease Gene Exploration” (PDF). Journal of Genetics. 87 (1): 3—20. PMID 18560169. doi:10.1007/s12041-008-0002-x.
- Pauling, Linus; Zuckerkandl, Emile (1963). „Chemical Paleogenetics: Molecular Restoration Studies of Extinct Forms of Life” (PDF). Acta Chemica Scandinavica. 17 (Supplement 1): 9—16. doi:10.3891/acta.chem.scand.17s-0009. Архивирано из оригинала (PDF) 15. 4. 2014. г. Приступљено 20. 11. 2014.
- Petraglia, M. (2009). „Population Increase and Environmental Deterioration Correspond with Microlithic Innovations in South Asia ca. 35,000 Years Ago”. Proceedings of the National Academy of Sciences. 106 (30): 12261—12266. Bibcode:2009PNAS..10612261P. PMC 2718386 . PMID 19620737. doi:10.1073/pnas.0810842106.
- Renfrew, Colin; Boyle, Katherine V., ур. (2000). Archaeogenetics: DNA and the Population Prehistory of Europe. Cambridge: McDonald Institute for Archaeological Research. ISBN 978-1-90-293708-3.

## Spoljašnje veze
- Molecular Genetics Laboratory, McDonald Institute for Archaeological Research